# Nam An
Nam An (tiếng Trung: 南安, Hán Việt: Nam An) là một thành phố cấp huyện thuộc thành phố Tuyền Châu, tỉnh Phúc Kiến, Trung Quốc. Thành phố Nam An có 3 nhai đạo, 22 trấn và 2 hương. Thành phố này giáp biển Thái Bình Dương, nhìn ra eo biển Đài Loan.

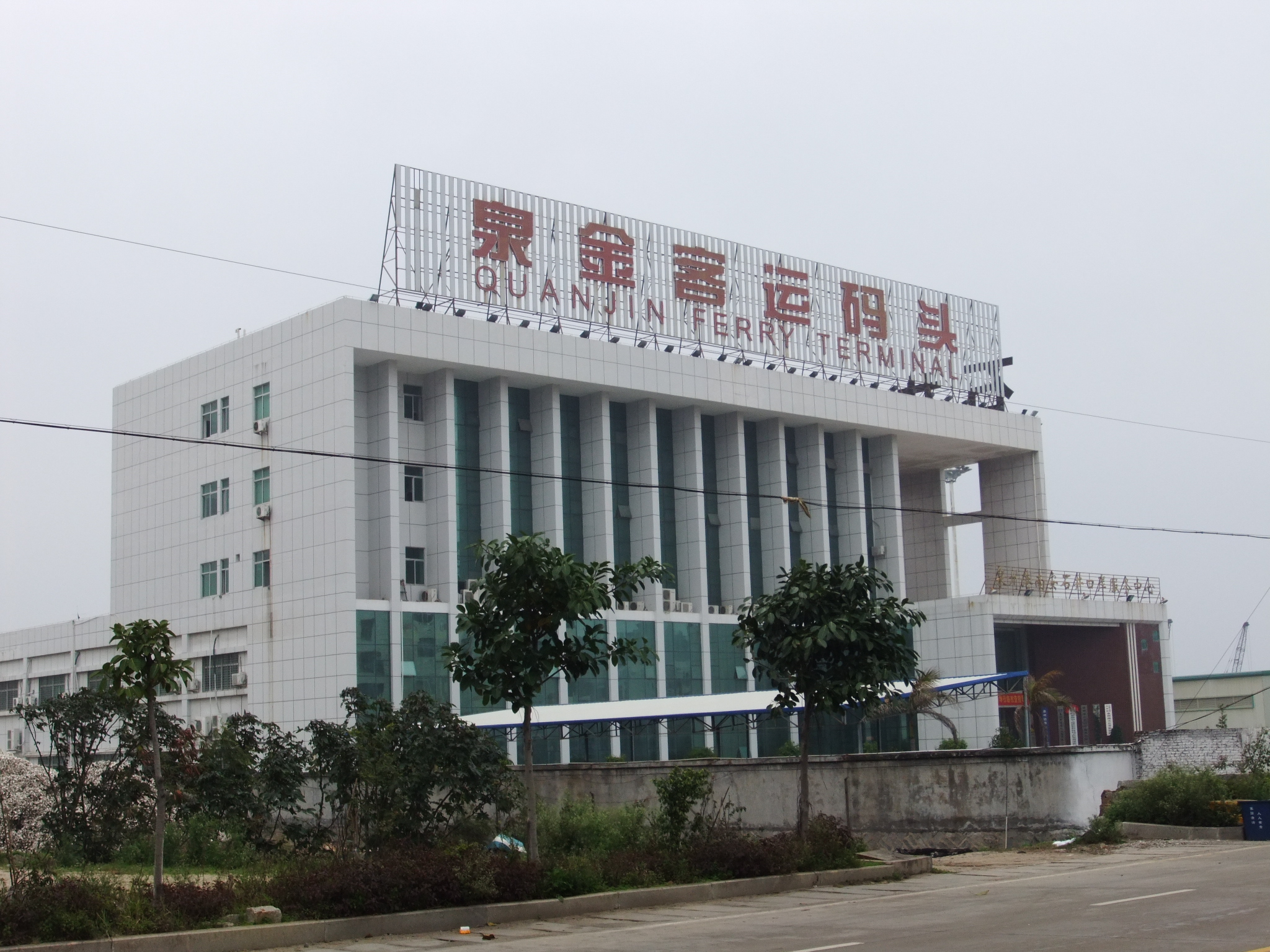
Trạm phà Nam An